# Municipio de Duncans Creek
El municipio de Duncans Creek (en inglés: Duncans Creek Township) es un municipio ubicado en el  condado de Rutherford en el estado estadounidense de Carolina del Norte. En el año 2010 tenía una población de 594 habitantes.

## Geografía
El municipio de Duncans Creek se encuentra ubicado en las coordenadas 35°26′9.45″N 81°43′48.35″O / 35.4359583, -81.7300972.